# Huub Stevens
Hubertus »Huub« Jozef Margaretha Stevens, nizozemski nogometaš in trener, * 29. november 1953, Sittard, Nizozemska.